# Chi Centauri
Chi Centauri (χ Cen) – gwiazda położona w gwiazdozbiorze Centaura.  Oddalona jest o około 510 lat świetlnych od Słońca.

## Charakterystyka
Chi Centauri należy do typu widmowego B2, ma obserwowaną wielkość gwiazdową +4,3m. Gwiazda należy do asocjacji OB Skorpiona-Centaura, grupy podobnych gwiazd powstałych w zbliżonym czasie. Ma masę 8 razy większą od Słońca i wypromieniowuje 3220 razy więcej energii.
W odległości 1,7° na zachód znajduje się inna jasna gwiazda, Fi Centauri, która nie jest związana grawitacyjnie z Chi, ale prawdopodobnie narodziła się z nią w jednym obłoku molekularnym. W odległości 85 sekund kątowych znajduje się gwiazda ósmej wielkości (HD 123021), ale jej ruch wskazuje, że tylko przypadkiem wydaje się być blisko Chi Centauri.